# M0416 8958
M0416 8958 è una galassia remota dell'Universo primordiale individuata, insieme ad una ventina di altre galassie, tramite le osservazioni effettuate con il Telescopio spaziale Hubble sfruttando il fenomeno della lente gravitazionale generato dall'ammasso di galassie MACS J0416.1-2403, distante dalla Terra circa 4,29 miliardi di anni luce.
M0416 8958 è una galassia compatta la cui immagine risale ad un'epoca estremamente precoce del nostro Universo, circa 450 milioni di anni dopo il Big Bang.
Il team degli scopritori l'ha soprannominata Tayna Galaxy dove la parola tayna, nella lingua degli Aymara (popolazione delle Ande tra Cile, Bolivia e Perù) significa primogenita.
Le dimensioni della galassia risultano comparabili a quelle della Grande Nube di Magellano, una galassia satellite della Via Lattea, ma con un tasso di formazione stellare dieci volte superiore.